# Haze Shrapnel
Haze Shrapnel (granaatscherven in nevelen verhullen) is een 3-inch Cd-r-single van de Britse band Bass Communion.
Bass Communion bestaat eigenlijk alleen uit Steven Wilson, die in deze band zijn ambientmuziek kwijt kan. Het minialbum is tot stand gekomen door gitaar en laptop. Track 1 is de uitvoering van Steven Wilson "kaal". Track 2 is een remix door Freiband. Het singletje is de voorloper van het muziekalbum dat een maand later verscheen: Molotov and Haze.

## Musici
- Steven Wilson- gitaar, laptop
- Freiband – mixtafel

## Composities
- Haze Shrapnel (12:51 minuten)
- Haze Shrapnel (remix) (8 minuten)

De single is in eigen beheer uitgegeven op het kleine platenlabel Moll en zal daarom geen enkele hitlijst halen.